# Lassie Lou Ahern
Lassie Lou Ahern (Los Angeles, 25 juni 1920 – Prescott, 15 februari 2018) was een Amerikaanse actrice. Ze was een van de laatste nog levende acteurs uit het tijdperk van de stomme film.

## Levensloop
Ahern werd geboren in 1920. In 1923 verscheen ze als baby in de film Call of the Wild met Jack Mulhall. Vanaf 1923 speelde ze mee in verschillende films uit de Our Gang-reeks, geproduceerd door Hal Roach. Vanaf 1932 legde ze zich met haar zus Peggy toe op het geven van dansoptredens. Haar laatste televisieoptredens dateren uit de jaren zeventig met een gastrol in The Odd Couple.
Anno 2018 behoorde Ahern, samen met Fay McKenzie, Diana Serra Cary, Louise Watson, Billy Watson en Mildred Kornman tot de laatste overblijvers van het stommefilmtijdperk.
- Bibliothèque nationale de France: cb16552857j (data)
- Gemeinsame Normdatei: 1152954318
- International Standard Name Identifier: 0000 0001 3997 103X
- Virtual International Authority File: 208946950
- WorldCat: E39PBJyGRHRk9MpCYpkMqTpVmd